# الكبريت في يدي ودويلاتكم من ورق
الكبريت في يدي ودويلاتكم من ورق..، مجموعة شعريّة سياسيّة من مؤلفات الشاعر العربي السوري نزار قباني، صدرت في عام 1989، عن منشورات نزار قباني في بيروت، لبنان.